# تتا اژدها
تتا اژدها یک ستاره است که در صورت فلکی اژدها قرار دارد.